# Naissance en 1158
Naissance
- 1154
- 1155
- 1156
- 1157
- 1158
- 1159
- 1160
- 1161
- 1162

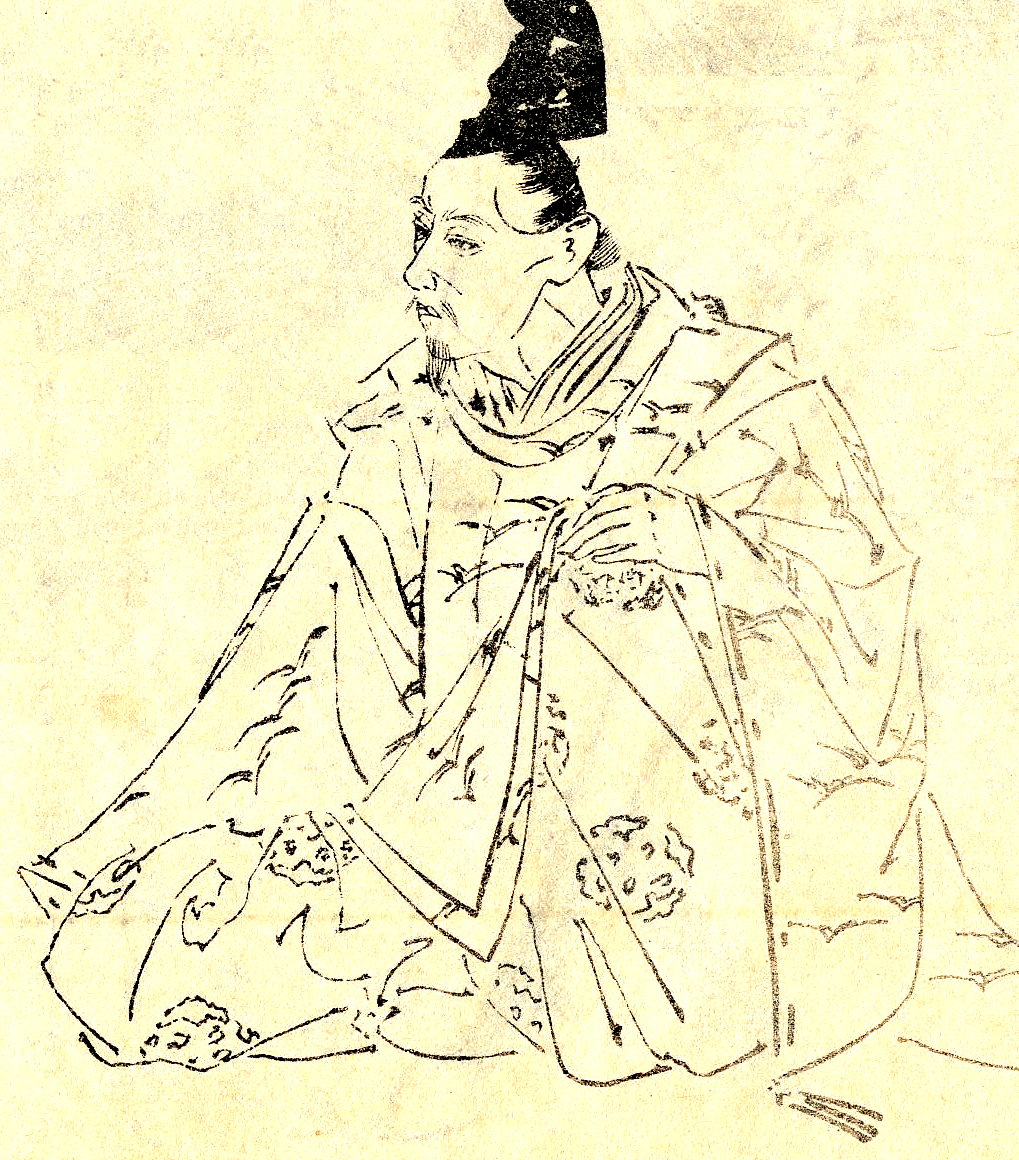
Fujiwara no Ietaka né en 1158.

Cette page dresse une liste de personnalités nées au cours de l'année 1158 :
- 23 septembre[1] : Geoffroy II de Bretagne, duc de Bretagne.

- Albert Ier de Misnie, margrave de Misnie.
- An-Nasir, ou Abû al-`Abbâs "an-Nasir li-Dîn Allah" Ahmad ben al-Hasan al-Mustadhi, 34e calife abbasside de Bagdad.
- Fujiwara no Ietaka, courtisan et poète japonais de la fin de l'époque de Heian et du début de l'époque de Kamakura.
- Henri Ier de Bar, comte de Bar, seigneur de Mousson et d'Amance.
- Marguerite de France, reine consort associée d'Angleterre, puis reine consort de Hongrie.
- Philippe de Dreux, Évêque-comte de Beauvais.
- Raimond-Bérenger III de Provence, comte de Roussillon et de Cerdagne (sous le nom de Pierre de Cerdagne, puis comte de Provence (sous le nom de Raimond-Bérenger III ou IV de Provence).
- Satō Tsugunobu, guerrier japonais de l'époque de Heian.
- Taira no Shigehira, un des commandants en chef des Taira durant la guerre de Gempei.
- Thiébaut Ier de Bar, comte de Bar de 1190 à 1214 et comte de Luxembourg.

## Crédit d'auteurs
- Cet article est partiellement ou en totalité issu de l'article intitulé « 1158 » (voir la liste des auteurs).